# Ларариум
Ларариум (на латински: lararium от lares) е култово място в римския дом за поклонение на домашните богове – лари и пенати. Названието ларариум е от императорския период, преди това олтара се наричал sacrarium, sacellum или едикула (aedicula).
Ларариума първоначално е бил разположен в атриума, по-късно в кухнята или спалнята, понякога в градината или перистила. Може да бъде украсен с колони, арки, картини. В къщите на Помпей, ларариума е представен под формата на стая или архитектурна украса на стена, ниша и живопис на стената.
Често в ларария се излагали и скулптурни образи на предци. Всеки ден след сън домакинствата се молели там, по време на хранене оставяли храна и вино, сбогували се с тях при заминаване, искали късмет и защита.